# ريناتو مارتيني
ريناتو مارتيني (بالإيطالية: Renato Martini)‏ هو عداء مسافات طويلة إيطالي، ولد في 12 نوفمبر 1949 في تورتونا في إيطاليا.

## وصلات خارجية
- ريناتو مارتيني على موقع الاتحاد الدولي لألعاب القوى (الإنجليزية)
- ريناتو مارتيني على موقع أوليمبيديا (الإنجليزية)